# Giallo sera
Giallo sera è stato un programma televisivo italiano, andato in onda su Rai Uno in due stagioni, nel 1983 (10 puntate) e nel 1984 (13 puntate).
Articolato come serie televisiva a metà strada fra il telefilm poliziesco e il quiz televisivo e coordinato dal funzionario Rai Felice Trenca, si sviluppò nella prima stagione in dieci puntate, presentate tra il febbraio e l'aprile del 1983 dall'attore Renzo Palmer (affiancato da Antonella Consorti, sostituita una volta, a seguito di un'indisposizione, da Maria Giovanna Elmi), che era anche il protagonista del telefilm su cui si basava il quiz finale.
Nella seconda stagione del programma, da marzo a luglio del 1984, Palmer lasciò per altri impegni e venne sostituito per le tredici puntate della nuova serie dal duo Marina Perzy-Giancarlo Dettori (quest'ultimo anche attore di formazione teatrale).

## In stile Giallo Club
Il programma - che era prodotto dagli studi televisivi della RAI di Napoli - si poneva come sorta di remake del fortunato programma omologo dei decenni precedenti, Giallo Club. Invito al poliziesco, che contribuì a lanciare la figura del tenente "Ezzy" Sheridan alias Ubaldo Lay.
La trama era semplice: le vicende avevano luogo quasi sempre in interni, nei locali di un albergo, l'hotel Sette Stelle, in cui operava un poliziotto privato, dal volto umano ma dallo spiccato acume investigativo, di nome Gianluca Spada.
Nel quiz finale due concorrenti (coadiuvati da un eventuale terzo, chiamato "dell'S.O.S.") dovevano individuare il colpevole. Potevano intervenire da casa per telefono anche i telespettatori di due regioni italiane.
I telefilm della prima stagione si distinsero per lo stile teatrale e gustosamente un po' all'antica, che portava alla memoria gli sceneggiati di genere poliziesco degli anni sessanta e settanta, mentre con la seconda stagione si virò verso il genere dell'orrore ad alta tensione, in uno stile per così dire argentiano.
Fra gli attori ospiti del programma si segnalano Saverio Marconi, Marta Zoffoli, Giulia Fossà, Angiola Baggi e Marzia Ubaldi.
La sigla finale della trasmissione nella prima stagione fu affidata a Roberto Vecchioni, che scrisse appositamente il brano Hotel degli assassini (le illustrazioni per la copertina del relativo singolo furono realizzate da Andrea Pazienza, già molto attivo con Vecchioni su diversi suoi album), mentre nella seconda stagione il brano scelto fu Occulte persuasioni, scritto da Paolo Conte e cantato da Patty Pravo.